# Calzada de los Molinos
Calzada de los Molinos é um município da Espanha na província de Palência, comunidade autónoma de Castela e Leão, de área km² com população de 3122 habitantes (2007) e densidade populacional de 14,24 hab./km².

## Demografia
| Variação demográfica do município entre 1991 e 2004 | Variação demográfica do município entre 1991 e 2004 | Variação demográfica do município entre 1991 e 2004 | Variação demográfica do município entre 1991 e 2004 |
| --------------------------------------------------- | --------------------------------------------------- | --------------------------------------------------- | --------------------------------------------------- |
| 1991                                                | 1996                                                | 2001                                                | 2004                                                |
| 417                                                 | 396                                                 | 388                                                 | 378                                                 |

## Enlaces
- «Más Info sobre calzada»